# Pterodroma baraui
Pterodroma baraui là một loài chim trong họ Procellariidae.